# Leon Goian
Leon de Goian (12. února 1843 Stara Žadova nebo Sadova – 16. října 1911 Suceava) byl rakouský právník a politik rumunské národnosti z Bukoviny, koncem 19. století poslanec Říšské rady.

## Biografie
Narodil se v obci Zadowa nebo Jadova (Sadova u Suceavy nebo Stara Žadova u Storožynce?). Pocházel z rodiny velkostatkáře. Vystudoval gymnázium v Černovicích a práva na Vídeňské univerzitě. Pracoval nejprve u zemského soudu v Černovicích, kam nastoupil 14. března 1866 jako právní praktikant. Pak byl soudním adjunktem v Černovicích a Suceavě. Do května 1885 zastával potom post zástupce státního návladního v Černovicích. Roku 1885 byl jmenován radou zemského soudu. Pak působil od 6. srpna 1885 jako státní návladní v Suceavě. Celkem strávil v právní službě čtyřicet let. Byl mu udělen Řád Františka Josefa. V roce 1906 odešel do penze. Byl veřejně a politicky aktivní. Angažoval se v hudebním životě a hudebních spolcích.
Působil i jako poslanec Říšské rady (celostátního parlamentu Předlitavska), kam usedl v doplňovacích volbách roku 1889 za kurii velkostatkářskou v Bukovině, II. voličský sbor. Nastoupil 20. března 1889 místo Nicolae de Grigorcei. Ve volebním období 1885–1891 se uvádí jako rytíř Leon von Goian, c. k. státní návladní, bytem Suceava.
Na Říšské radě se v roce 1889 uvádí jako člen konzervativního a federalistického Hohenwartova klubu.
Zemřel v říjnu 1911.